# Монетная реформа Октавиана Августа

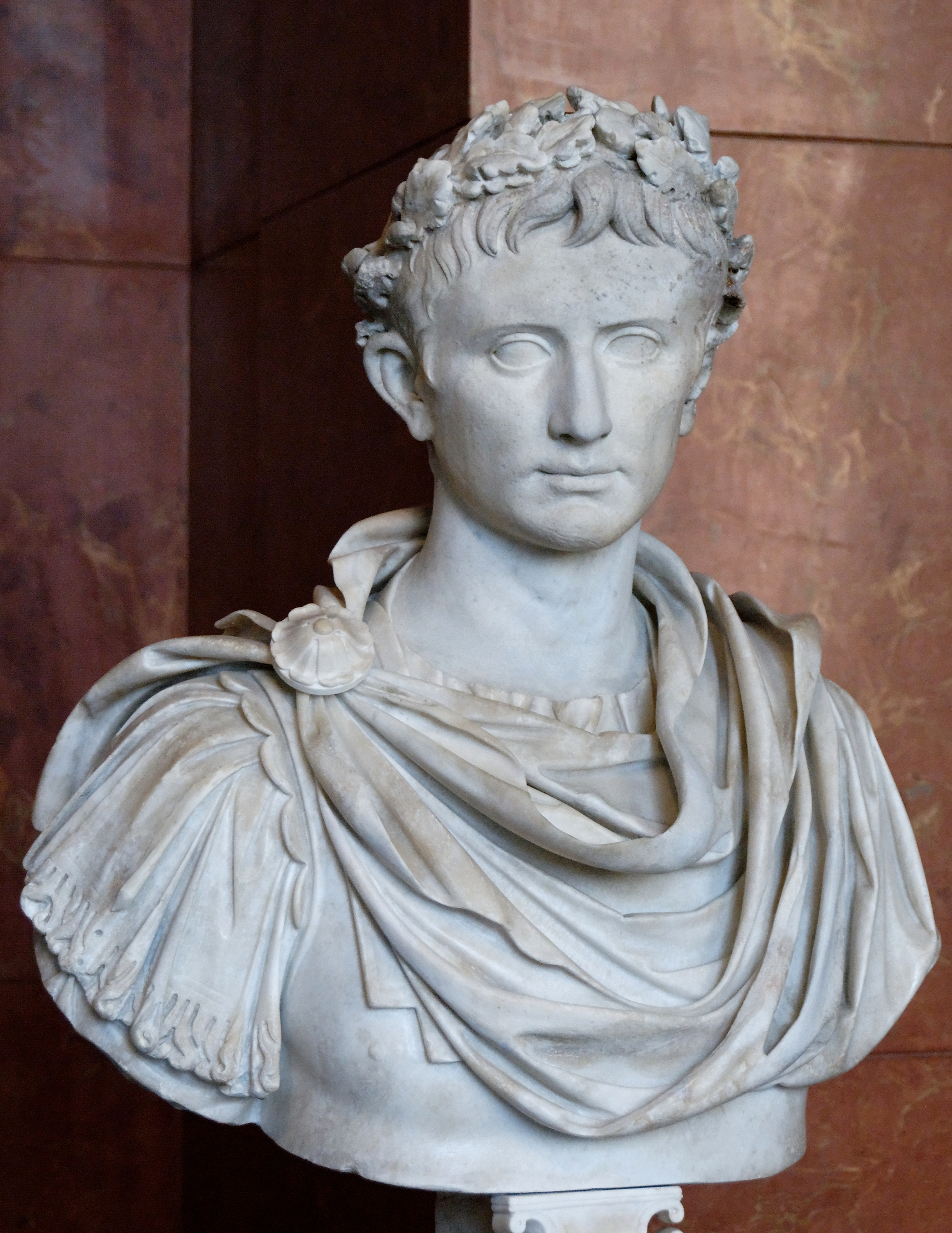
Бюст Октавиана Августа

Монетная реформа Октавиана Августа — комплекс мер по реформированию системы денежного обращения Римской империи, осуществлённых во время правления Октавиана Августа (27 г. до н. э. — 14 г. н. э.). Она привела к формированию в Римской империи системы серебряно-золотого биметаллизма при одновременном нахождении в обороте кредитных монет из неблагородных металлов, чья стоимость была закреплена государством. Вследствие предпринятых мер императору удалось унифицировать систему денежного обращения, а также получить контроль над выпуском денег. Заложенные соотношения между основными денежными единицами без изменений просуществовали в течение двух столетий.

## Предпосылки
В начале своего правления Август столкнулся с целым рядом проблем, в том числе и с необходимостью унифицировать систему денежного обращения государства. После нескольких гражданских войн римский сенат утратил реальный контроль над эмиссией денег. Система, когда государство наполнили монеты, выпускаемые различными военачальниками, была неприемлемой.
В начале I столетия до н. э. Римская республика столкнулась с целым рядом проблем. В 89 г. до н. э. на фоне Союзнической войны по закону Плавтия-Папирия вес медного асса уменьшили вдвое до 1⁄24 римского фунта (327,45 г). С этого момента медная монета становится по своей сути кредитной, то есть таковой, чья стоимость больше цены содержащегося в ней металла. Хоть этот закон и был отменён через 3 года, бронзовые монеты перестали выполнять функцию одной из основных денежных единиц. Их выпуски стали нерегулярными, сохранившиеся экземпляры свидетельствуют о несоблюдении нормативных весовых характеристик.
На фоне отхода от медно-серебряного биметаллизма в государстве получают распространение золотые монеты, получившие название ауреусов. Их стоимость была нефиксированной и определялась рыночным курсом золота относительно серебра. При Сулле чеканили их большое количество весом в 1⁄30 фунта (10,75 г). При Цезаре вес золотых был уменьшен до 1⁄40 фунта.
Ещё одной из проблем в денежном обращении Римской республики последнего столетия существования стало отсутствие единого главного центра эмиссии денег. Практика выпуска монет военачальниками существовала ещё со времён Сципиона Африканского (235—183 гг. до н. э.). На определённом этапе она отвечала интересам государства. В их руки попадали драгоценности побеждённых врагов, армия нуждалась в деньгах, а снабжение из Рима в условиях ведения войны зачастую было затруднительным. В период гражданских войн, которые сотрясали республику последние 20 лет её существования, противоборствующие стороны наладили работу мобильных монетных дворов. Монеты разных «императоров» имели определённые отличия в весе и пробе металла, что также дезорганизовывало денежное обращение в государстве.
На этом фоне широкое распространение получали местные денежные единицы завоёванных провинций, такие как тетрадрахмы в Греции.

## Суть реформы

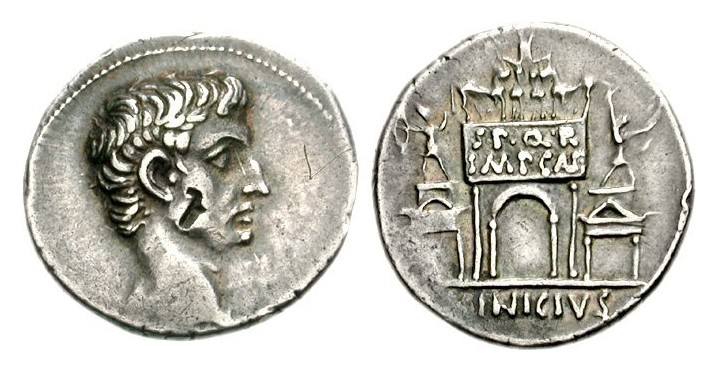
и денарий стали основой биметаллической системы денежного обращения Римской империи

### Денежные единицы
В последние годы существования Римской республики стали в большом количестве выпускать золотые монеты ауреусы. При Августе из одного римского фунта (327,45 г) стали чеканить 42 золотые монеты равные по стоимости 25 серебряным денариям. Монетная стопа последних составляла 84 монеты из фунта чистого серебра. Одновременно из золота и серебра чеканили половинные номиналы, называющиеся квинариями. Кроме этого, при Августе для выпуска денег из неблагородных металлов стали использовать не один, а два металла — латунь, или орихальк («жёлтую медь»), и чистую медь. Выпуски латунных монет до Августа носили эпизодический характер, при нём стали постоянными. Из этого металла чеканили сестерций и дупондий, из меди — асс, семис и квадранс. Медный асс и латунный дупондий имели приблизительно равный вес, чеканили их небрежно и различия в цвете помогали избежать путаницы среди населения. Из денежного обращения исчезли триенс, секстанс и унция. В целом Август сохранил как республиканские денежные единицы, так и их соотношение между собой. Одновременно при нём ауреус стал общеимперской монетой, чья стоимость определялась не рыночной ценой золота, а была закреплена государством.
Соотношение стоимости металлов было следующим:
- золото к серебру — 1 к 12,5;
- серебро к латуни — 1 к 28;
- латунь к меди — 28 к 45.

По своей сути денежная система Римской империи заложенная при Августе являлась биметаллической. Внутренняя стоимость (цена содержащегося в них металла) серебряных и золотых монет соответствовала номинальной. Монеты из неблагородных металлов, как и ранее оставались кредитными, то есть таковыми, чья стоимость определялась законами государства. Несмотря на то, что в денежном обращении преобладали ауреусы и денарии роль счётной денежной единицы после монетной реформы Августа занял сестерций. Счётный характер обозначает то, что большие суммы преимущественно определяли в монетах данного номинала. Так, в деяниях божественного Августа и жизнеописании Августа Гая Светония Транквилла все указания на затраты, выплаты и поощрения приведены в сестерциях.
После реформы Октавиана Августа сложились следующие соотношения между основными денежными единицами (табл. 1):
| Номинальная стоимость в денариях | Номинальная стоимость в сестерциях | Номинальная стоимость в ассах | Монета              | Металл  | Вес, г |
| -------------------------------- | ---------------------------------- | ----------------------------- | ------------------- | ------- | ------ |
| 25                               | 100                                | 400                           | Ауреус              | Золото  | ~7,85  |
| 12½                              | 50                                 | 200                           | Золотой квинарий    | Золото  | ~3,92  |
| 1                                | 4                                  | 16                            | Денарий             | Серебро | ~3,79  |
| ½                                | 2                                  | 8                             | Серебряный квинарий | Серебро | ~1,79  |
| ¼                                | 1                                  | 4                             | Сестерций           | Латунь  | ~25    |
| 1⁄8                              | ½                                  | 2                             | Дупондий            | Латунь  | ~12,5  |
| 1⁄16                             | ¼                                  | 1                             | Асс                 | Медь    | ~11    |
| 1⁄32                             | 1⁄8                                | ½                             | Семис               | Медь    | ~4,6   |
| 1⁄64                             | 1⁄16                               | ¼                             | Квадранс            | Медь    |        |

Золотые и серебряные монеты на аверсе содержали изображение императора, которое на медных и латунных могло отсутствовать.

### Контроль за выпуском денег
В начале правления Августа монетный двор Рима находился под непосредственным контролем сената. Император отнял у «лучших людей» эту функцию. Осуществлено это было с соблюдением буквы закона. Согласно принятой в государстве до этого практике, военачальники, многие из которых носили почётный титул «императора», могли самостоятельно чеканить монету. В 27 г. до н. э. молодой император поделил подвластные Риму земли на сенатские и императорские провинции. Наместников первых назначал сенат, вторых — император.
В 15 г. до н. э. в столице императорской провинции Лугдунская Галлия Лугдуне (современный Лион) открыли монетный двор, а в 12 г. до н. э. закрыли монетный двор в Риме. Роль основного центра эмиссии денег из золота и серебра в Римской империи перешла в подконтрольную Августу провинцию. В ней он мог осуществлять эмиссию монет без дополнительных согласований с сенатом. Спустя несколько лет в Риме вновь открыли монетный двор, который контролировал сенат. Однако на нём уже осуществляли выпуск исключительно монет из неблагородных металлов. Эта уступка была направлена на уменьшение злоупотреблений и обусловлена экономическими соображениями. Доставка их из отдалённого Лугдуна была бы затруднительной.

## Последствия
Несмотря на отсутствие в реформах в монетном деле времён правления Августа чего-либо принципиально нового, такого, что не было в Римской республике, при нём была создана стройная денежная система, которая с неизменностью соотношений между собой различных денежных единиц просуществовала около двух столетий. Весовые характеристики монет различных номиналов сохранялись до времени правления Нерона (54—68). Вследствие реформы в Римской империи сформировалась система серебряно-золотого биметаллизма при одновременном хождении кредитных монет из неблагородных металлов, чья стоимость была закреплена государством.
Август вывел медный асс в разряд кредитной монеты, имевшей хождение, кроме Рима и Италии, в провинциях Галлии, Азии, Сирии и Египта. В других частях огромной по античным меркам империи поощрялся выпуск собственных разменных денег.
Также при Августе контроль за выпуском денег перешёл от сената к императору.